# Абдаллах II ибн Ибрахим
Абу-ль-Аббас Абдаллах ибн Ибрахим (или Абдаллах II, араб. أبو العباس عبد الله‎) — Эмир Ифрикии из династии Аглабидов (902—903).
Принял власть после того, как его отец Ибрахим II ибн Ахмед был вынужден отречься от престола за тираническое правление. Он сразу же загорелся идеей снизить автономию берберского племени Кутама, чтобы остановить распространение идей исмаилитов Абу Абдуллы аль-Шии, но без успеха. Усилия по замене маликитского мазхаба ганифитским (из Ирака) также не удались. Абдалла был убит своим сыном Абу Мудар Зиядет-Аллахом III в 903 году.